# Samtgemeinde Amelinghausen
De Samtgemeinde Amelinghausen is een Samtgemeinde in de Duitse deelstaat Nedersaksen. Het is een samenwerkingsverband van vijf kleinere gemeenten in het zuidwesten van Landkreis Lüneburg. Het bestuur is gevestigd in Amelinghausen.

## Deelnemende gemeenten
1. Amelinghausen
2. Betzendorf
3. Oldendorf
4. Rehlingen
5. Soderstorf

Adendorf · 
Amelinghausen · 
Amt Neuhaus · 
Artlenburg · 
Bardowick · 
Barendorf · 
Barnstedt · 
Barum · 
Betzendorf · 
Bleckede · 
Boitze · 
Brietlingen · 
Dahlem · 
Dahlenburg · 
Deutsch Evern · 
Echem · 
Embsen · 
Handorf · 
Hittbergen · 
Hohnstorf (Elbe) · 
Kirchgellersen · 
Lüdersburg · 
Lüneburg · 
Mechtersen · 
Melbeck · 
Nahrendorf · 
Neetze · 
Oldendorf (Luhe) · 
Radbruch · 
Rehlingen · 
Reinstorf · 
Reppenstedt · 
Rullstorf · 
Scharnebeck · 
Soderstorf · 
Südergellersen · 
Thomasburg · 
Tosterglope · 
Vastorf · 
Vögelsen · 
Wendisch Evern · 
Westergellersen · 
Wittorf